# JR E231
E231 (jap. E231系) – elektryczny zespół trakcyjny (EZT) eksploatowany na liniach podmiejskich spółki JR East w Japonii od 2000 roku. Pociągi są produkowane przez Tokyu Car Corporation, Kawasaki Heavy Industries oraz w fabryce JR East w mieście Niitsu.

## Historia
Seria E231 jest wersją rozwojową pociągów serii 209 oraz E217, jednostka jest szersza o 15 cm w porównaniu do swoich poprzedników. Prototypowy model został zbudowany w 1998 roku i był testowany na linii Chūō-Sōbu.

## Wersje

### E231-0
Wyprodukowano 46 jednostek wykorzystywanych na linii Chūō-Sōbu. Zastąpiły one starsze jednostki serii 103 oraz 201. Pierwsze pociągi wprowadzono do eksploatacji między lutym 2000 a listopadem 2001 roku. Każdy skład zawiera jeden sześciodrzwiowy wagon SaHa E230.

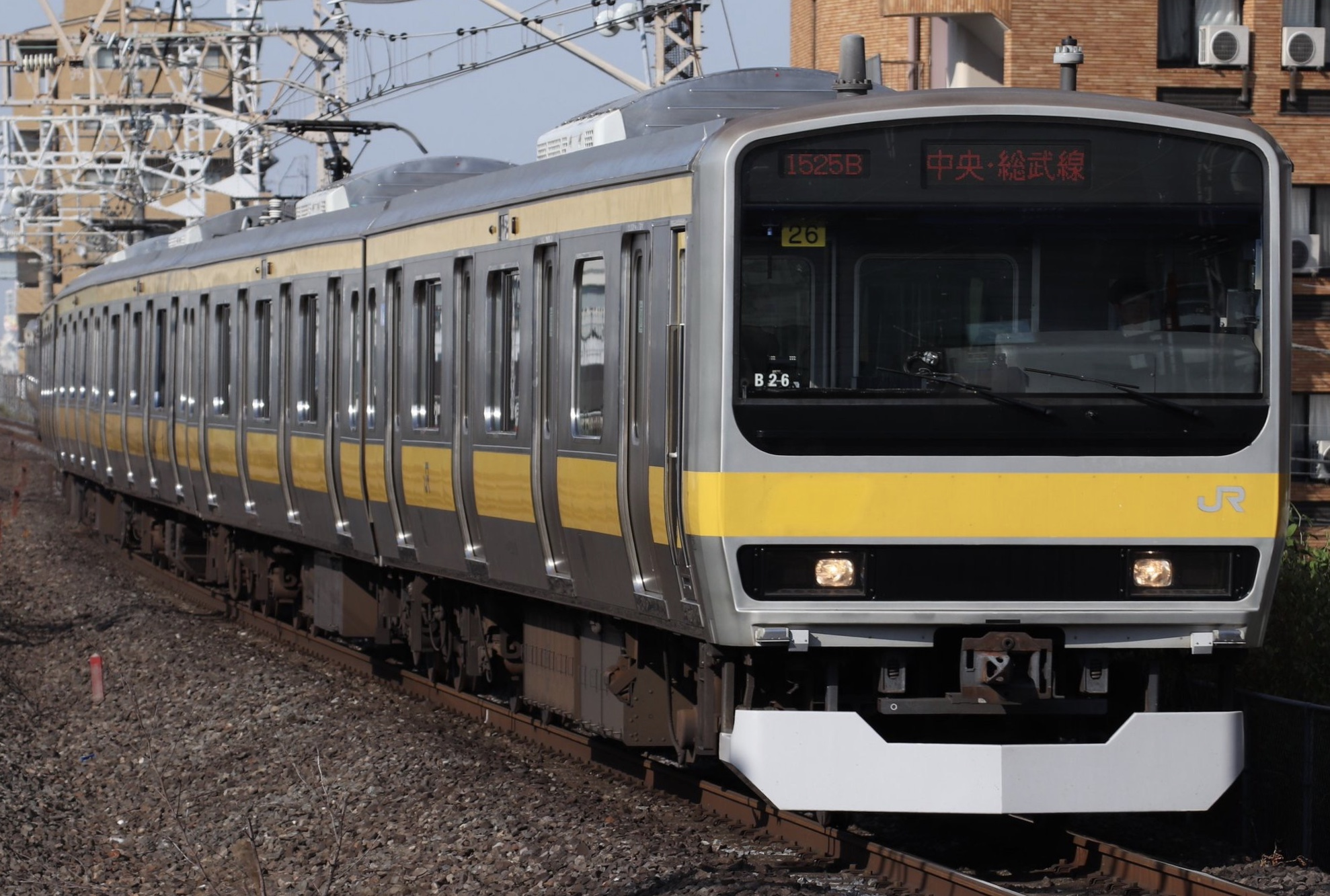
Pociąg serii E231-0 na linii Chūō-Sōbu, Listopada 2014
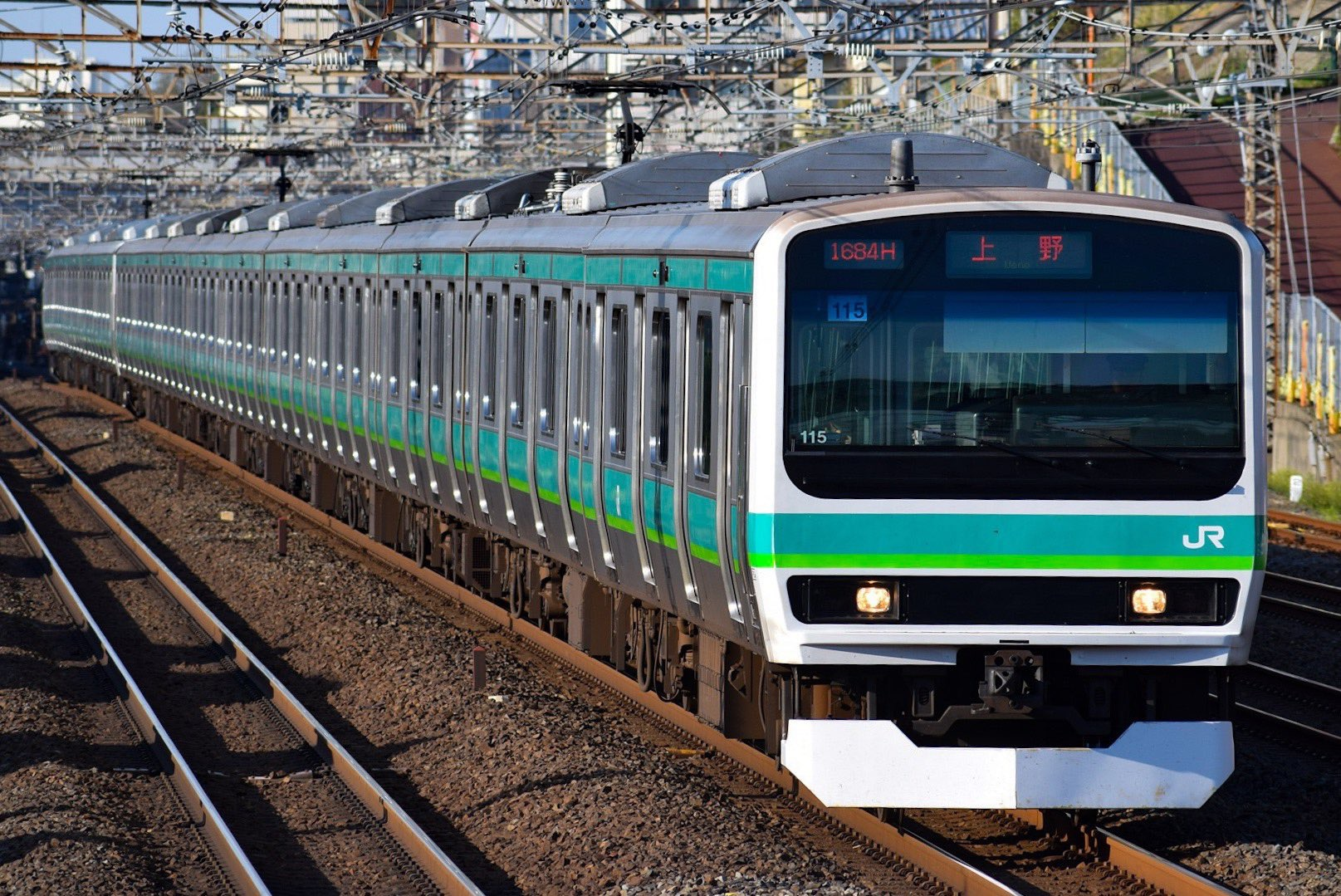
Skład serii E231-0 na linii Jōban, czerwiec 2019

### E231-500
Na linii Yamanote wykorzystywane są 52 jednostki serii E231-500, wprowadzone do służby pomiędzy styczniem 2002 a kwietniem 2005 roku (zastąpiły starsze jednostki serii 205). Każdy skład początkowo zawierał dwa sześciodrzwiowe wagony SaHa E230. Wagony te były systematycznie wycofywane ze służby od 2010 roku i zostały zastąpione przez standardowe czterodrzwiowe wagony SaHa E231-600 oraz SaHa E231-4600.

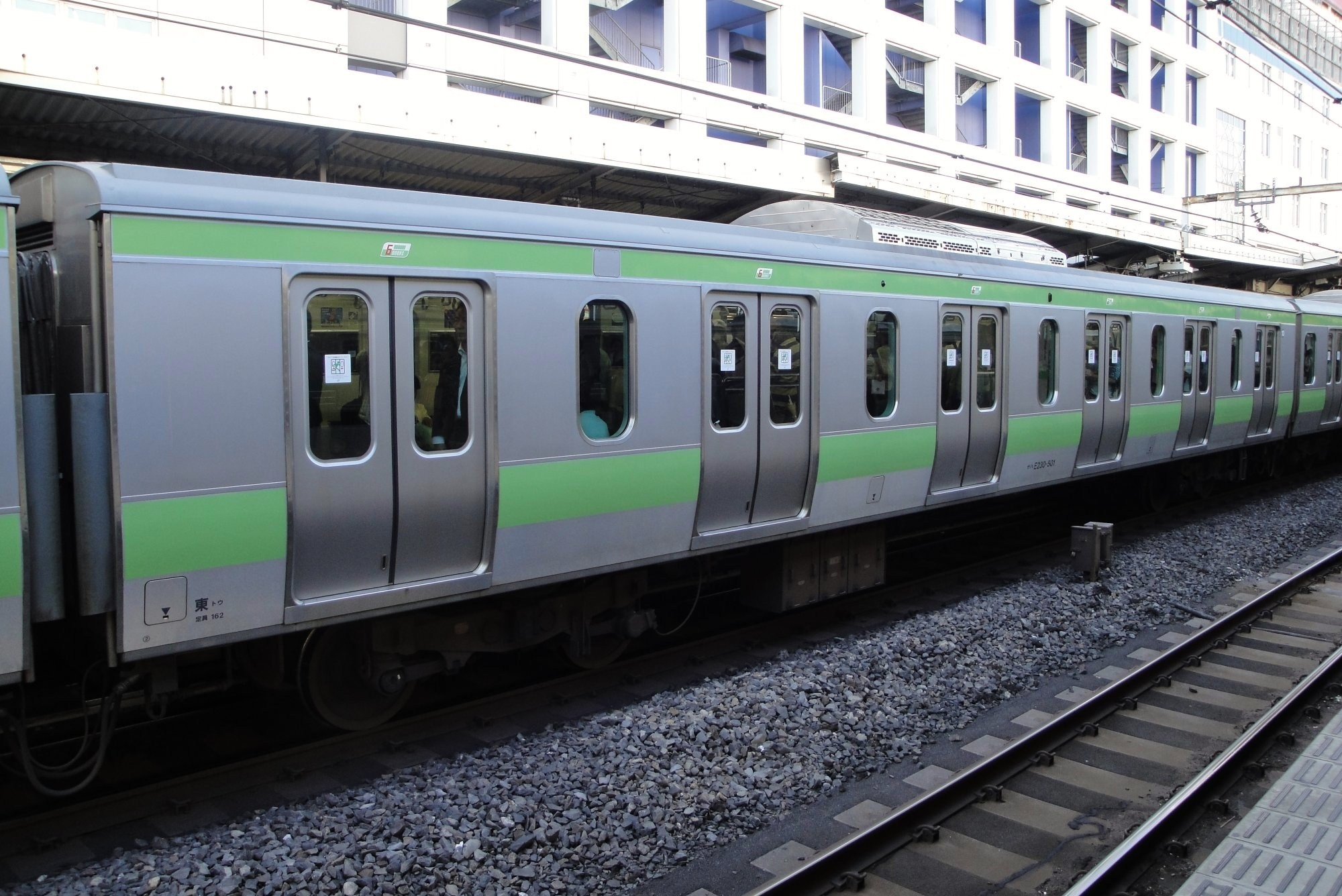
Sześciodrzwiowy wagon SaHa E230-500, czerwiec 2010
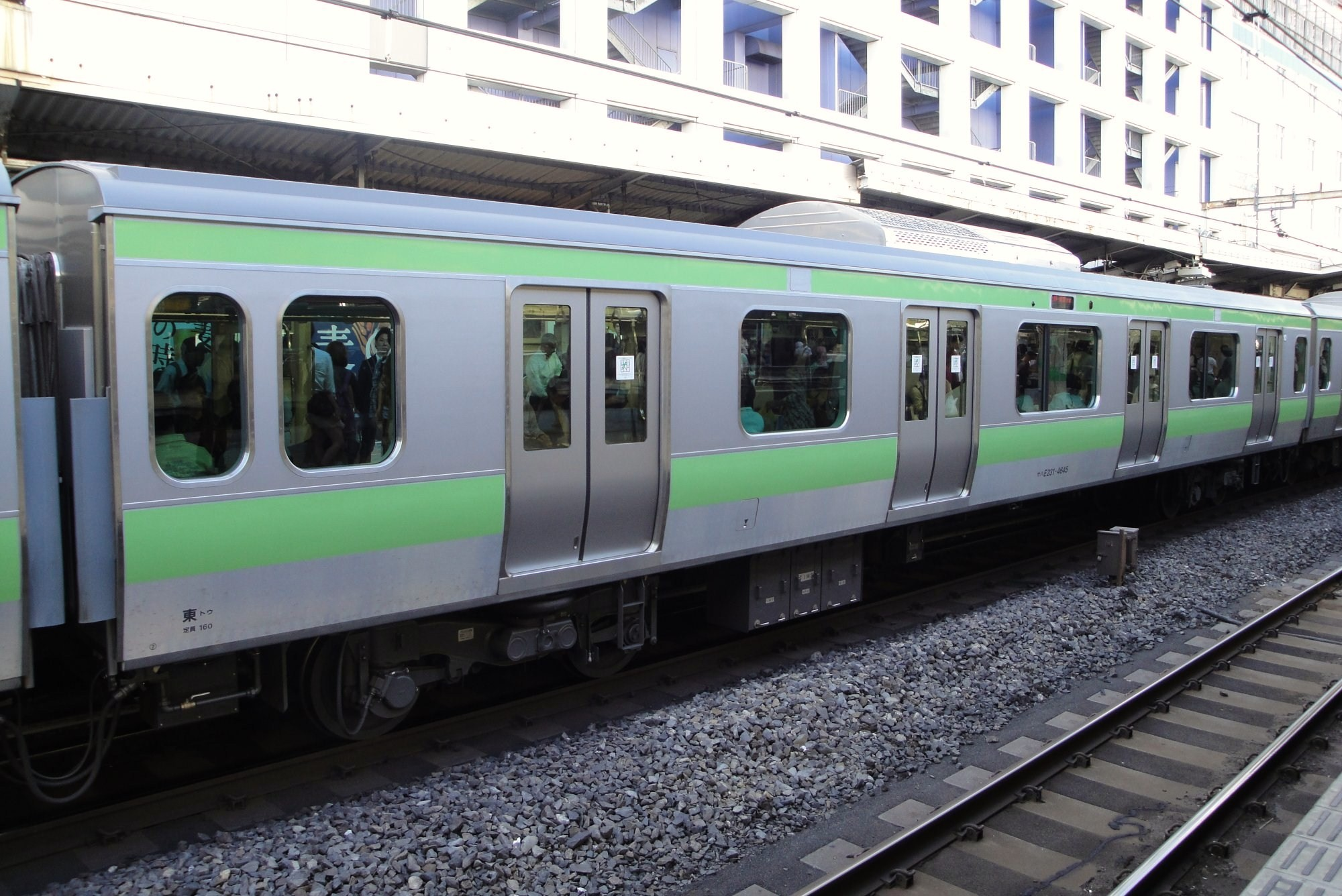
Czterodrzwiowy wagon SaHa E231-4600, czerwiec 2010
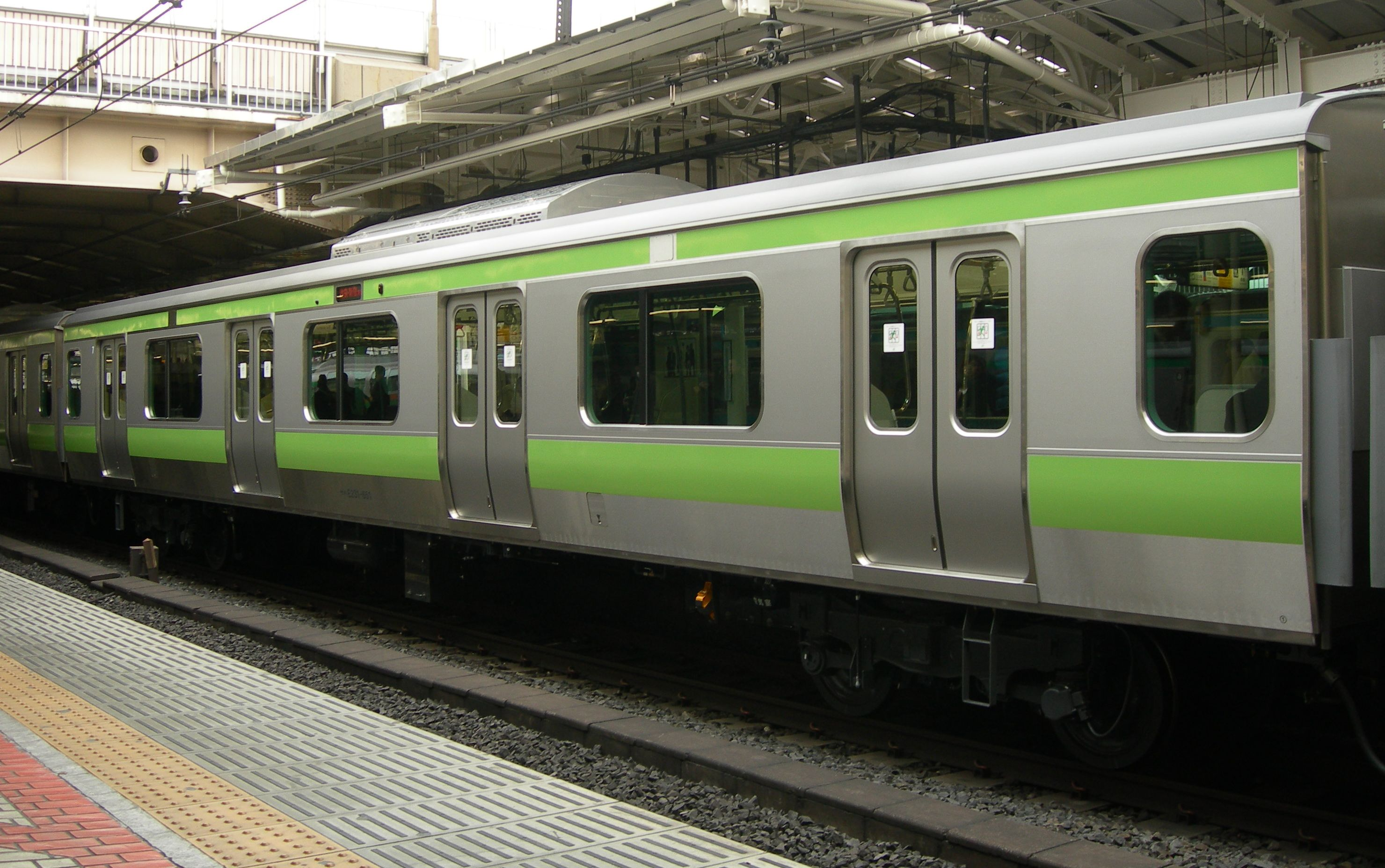
Czterodrzwiowy wagon E231-600, marzec 2010

#### Wnętrze

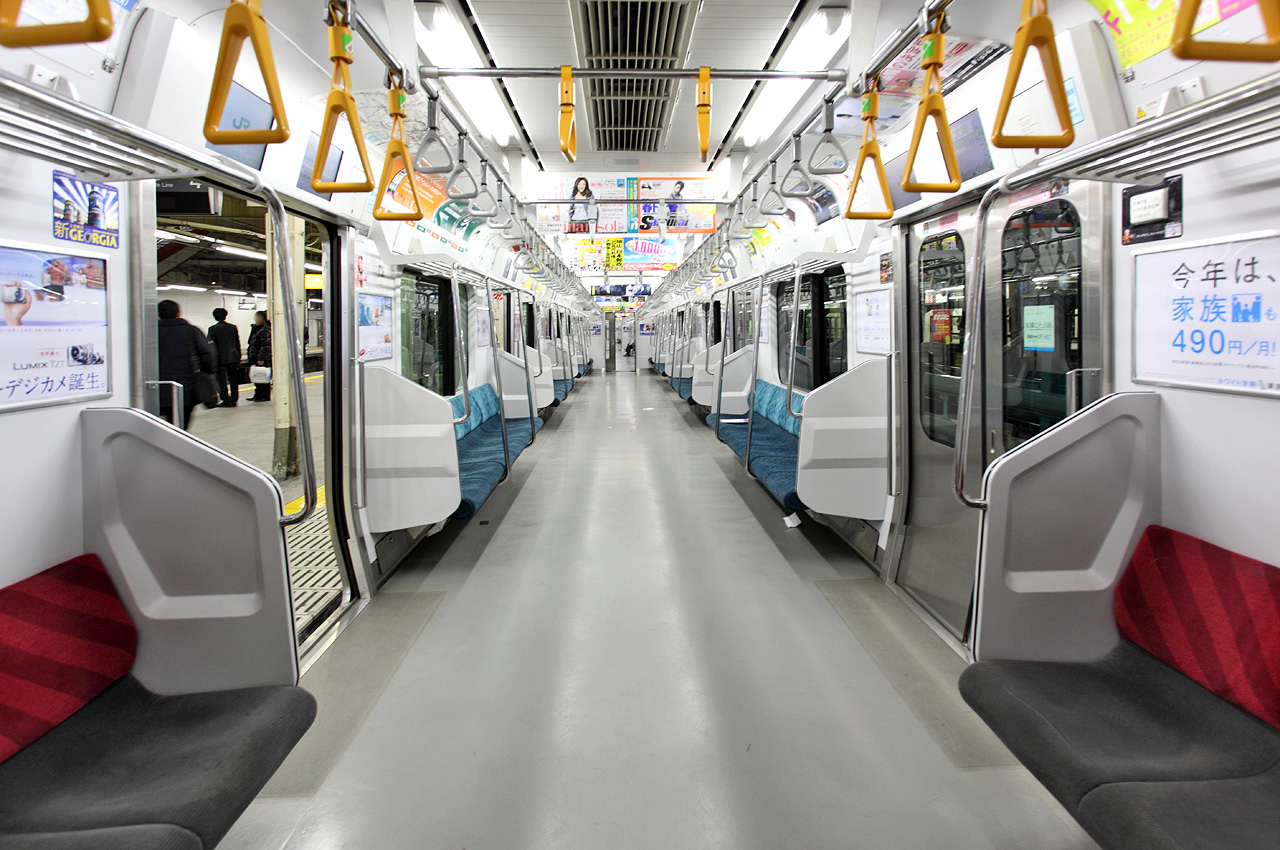
Wnętrze wagonu SaHa E231-500
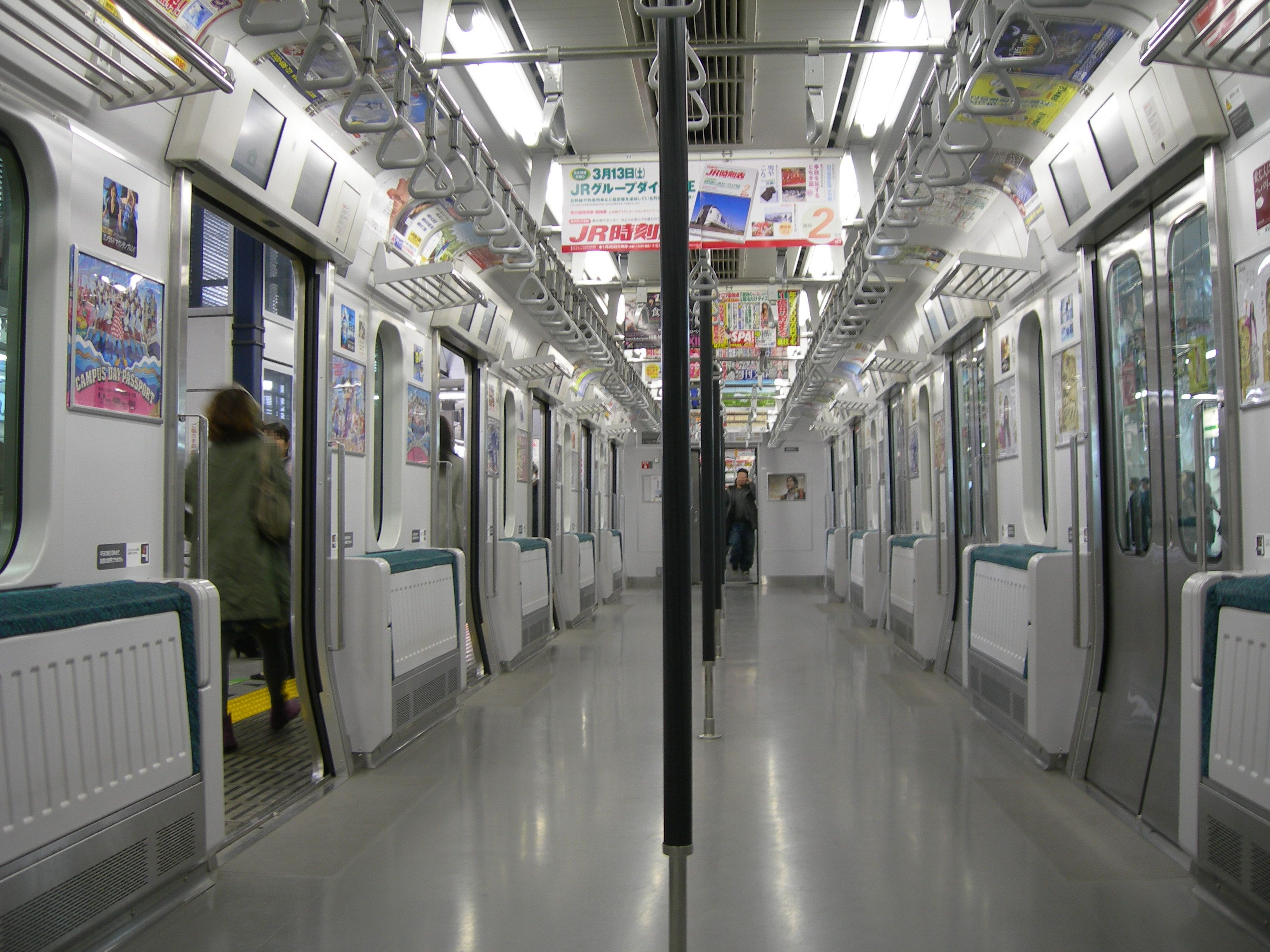
Wagon SaHa E230-500 ze złożonymi siedzeniami w czasie porannego szczytu
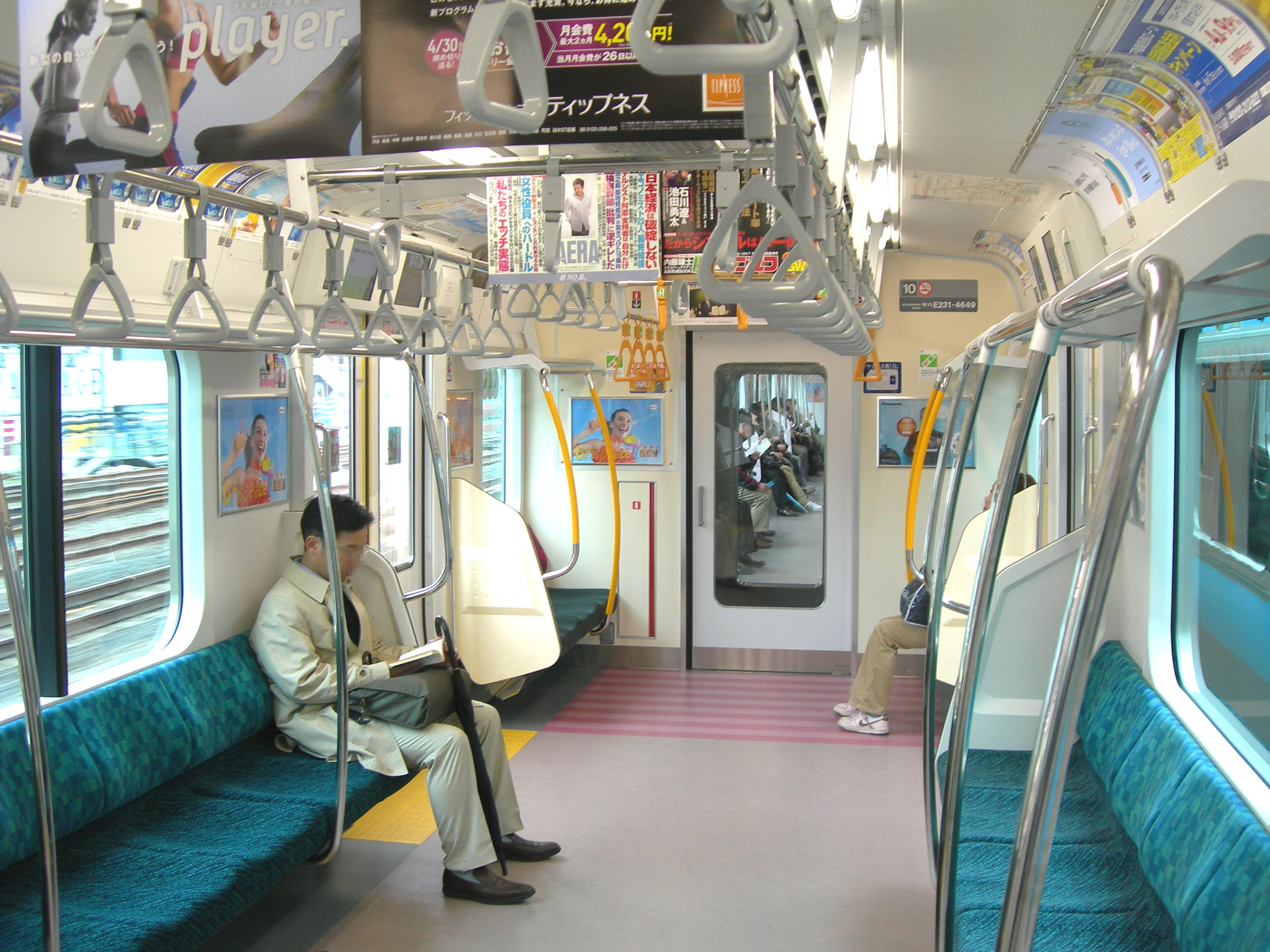
Wnętrze wagonu SaHa E231-4600
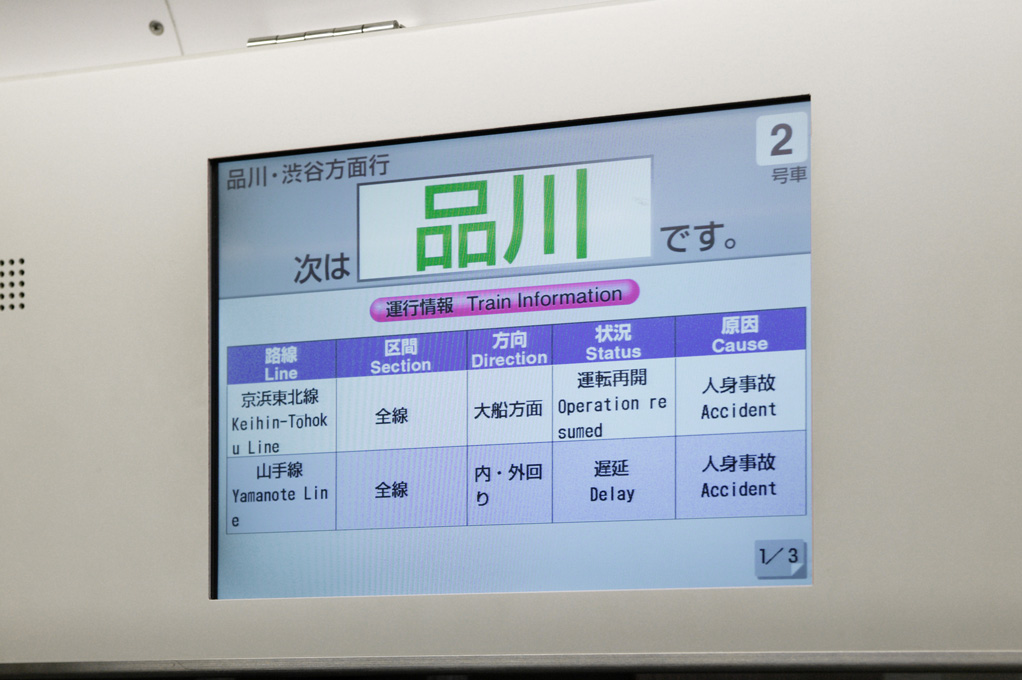
Ekran informacyjny

### E231-1000

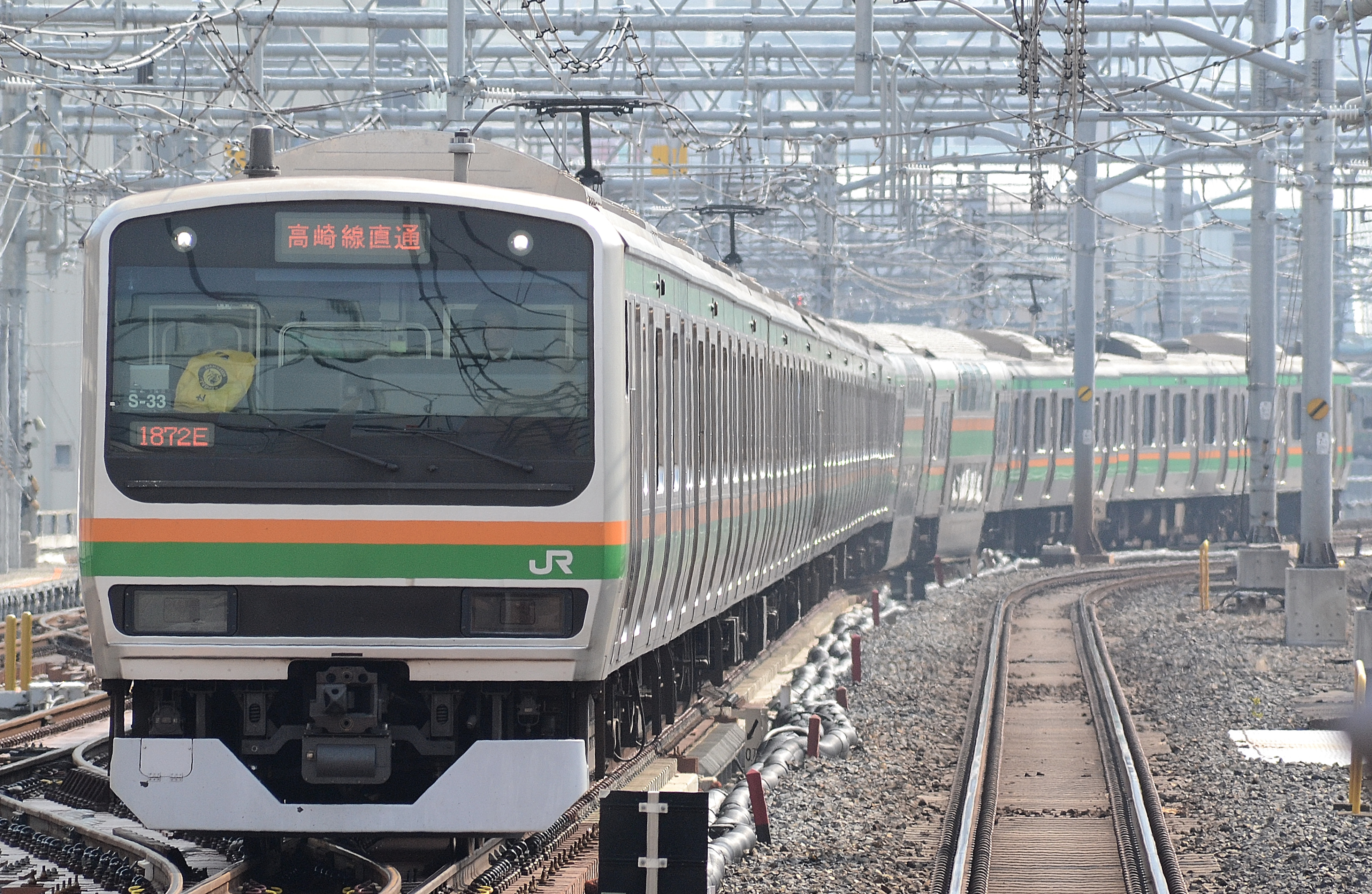
Skład serii E231-1000 na linii Ueno-Tokyo, grudzień 2015

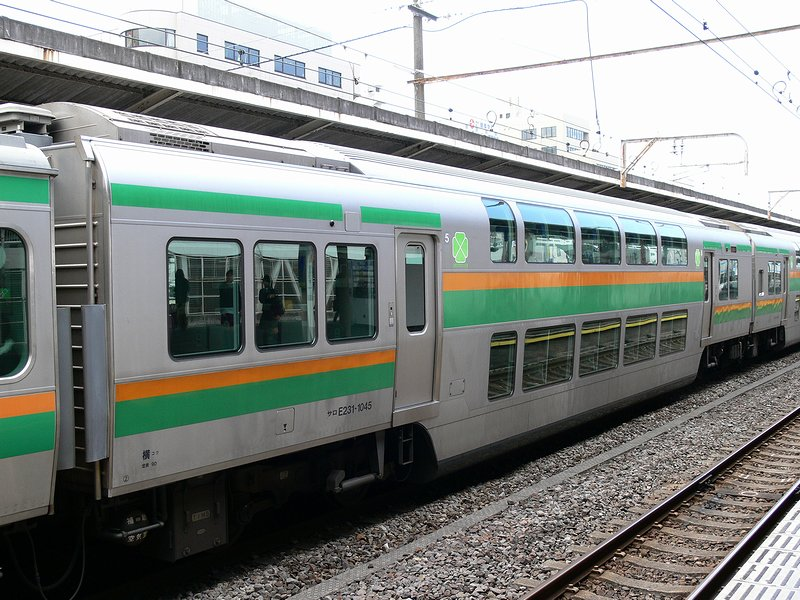
SaRo E231-1000 piętrowy wagon pierwszej klasy (green car) na linii Tōkaidō, kwiecień 2007

Ta wersja została zaprojektowana do obsługi dłuższych połączeń podmiejskich, wagony wyposażone są w toalety i ustawione poprzecznie siedzenia (tylko w niektórych wagonach). Dostępne są także piętrowe wagony pierwszej klasy (green car). Na liniach Ito, Joetsu i Gotemba używane są składy pięciowagonowe, natomiast na liniach Shōnan-Shinjuku, Takasaki, Tōkaidō, Utsunomiya i Yokosuka składy są wydłużone do 10 wagonów.

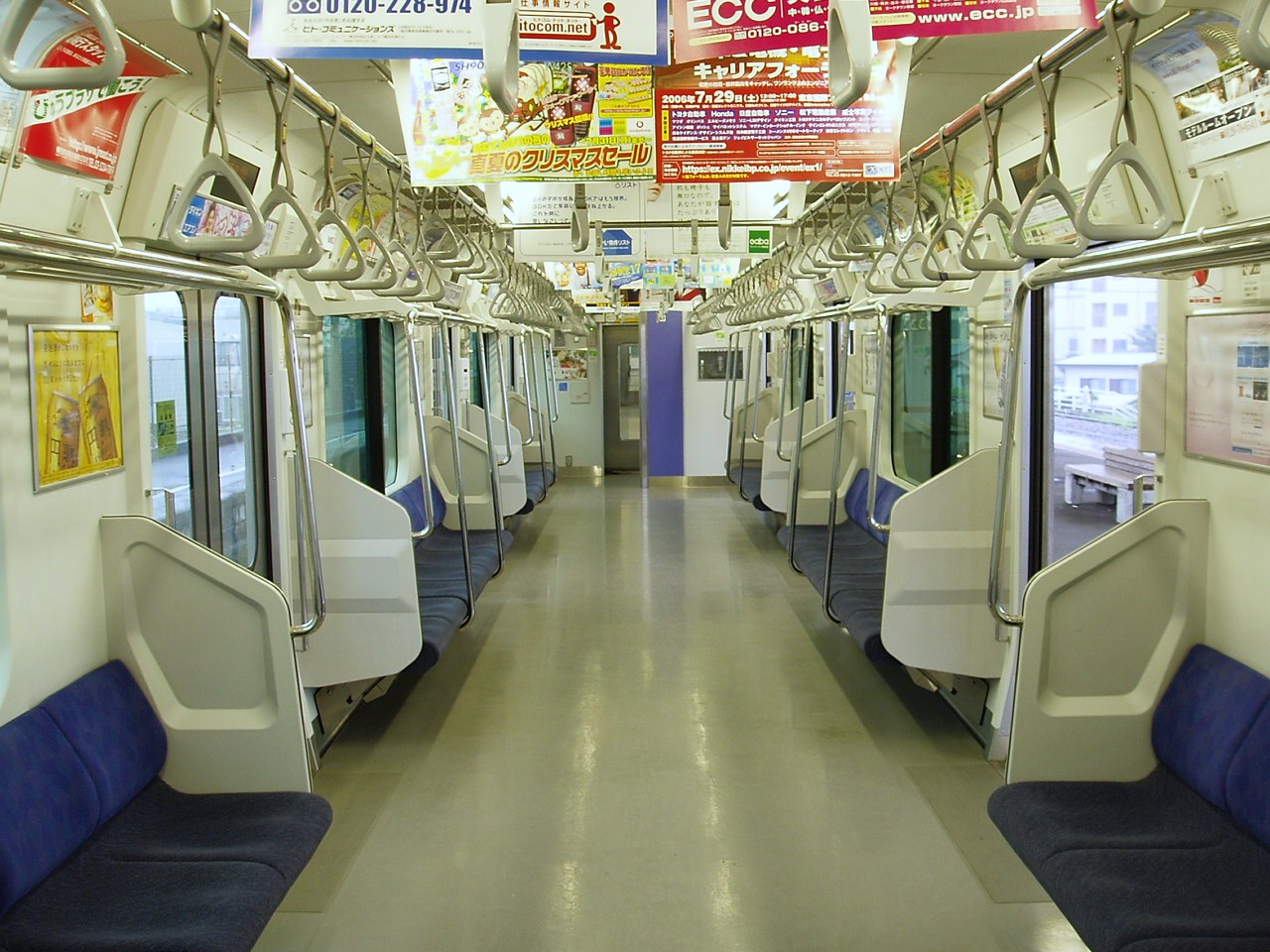
Wnętrze standardowego wagonu
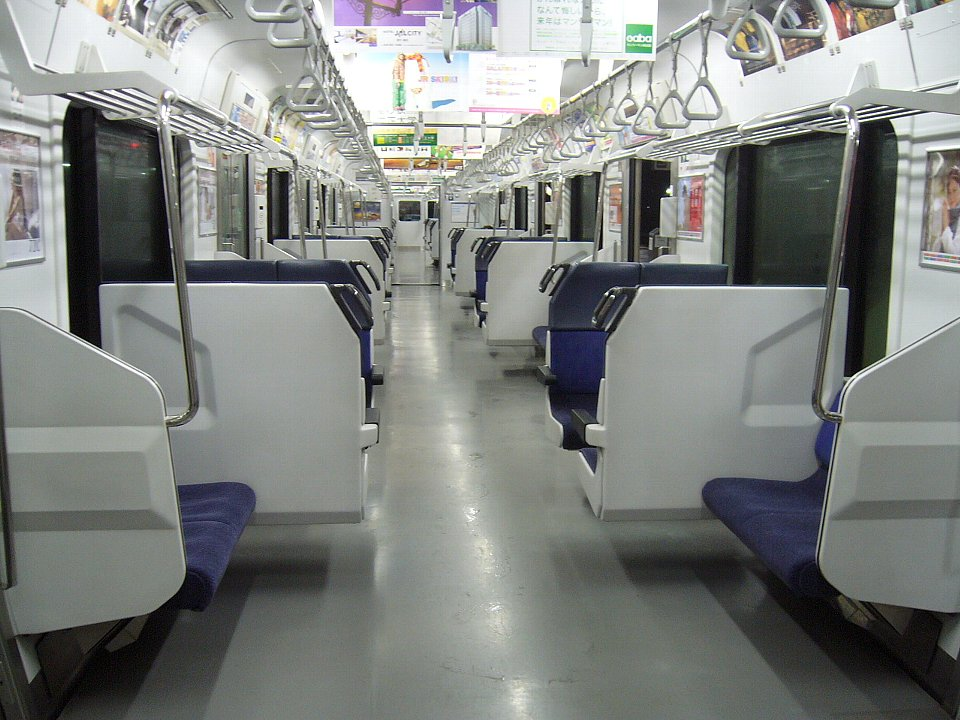
Wnętrze wagonu z siedzeniami ustawionymi poprzecznie
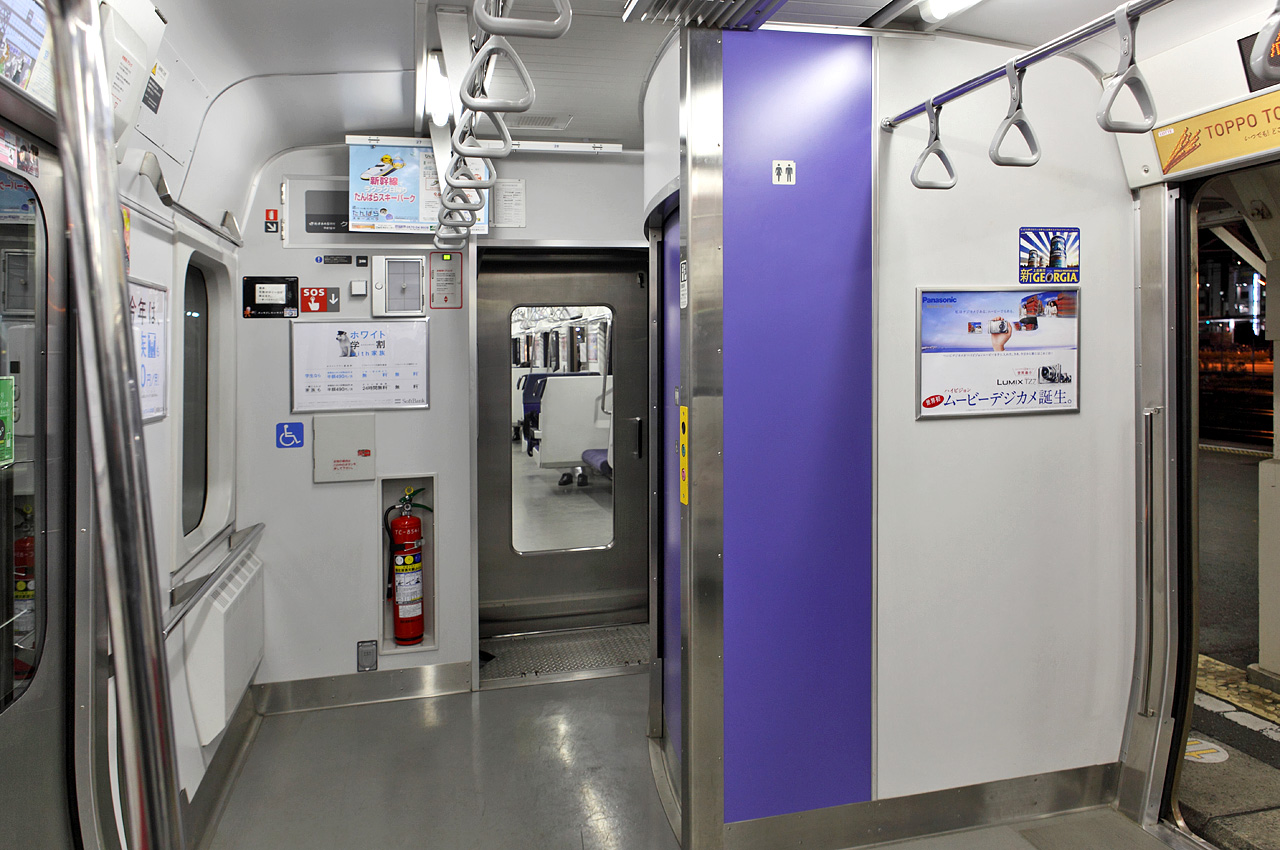
Toaleta
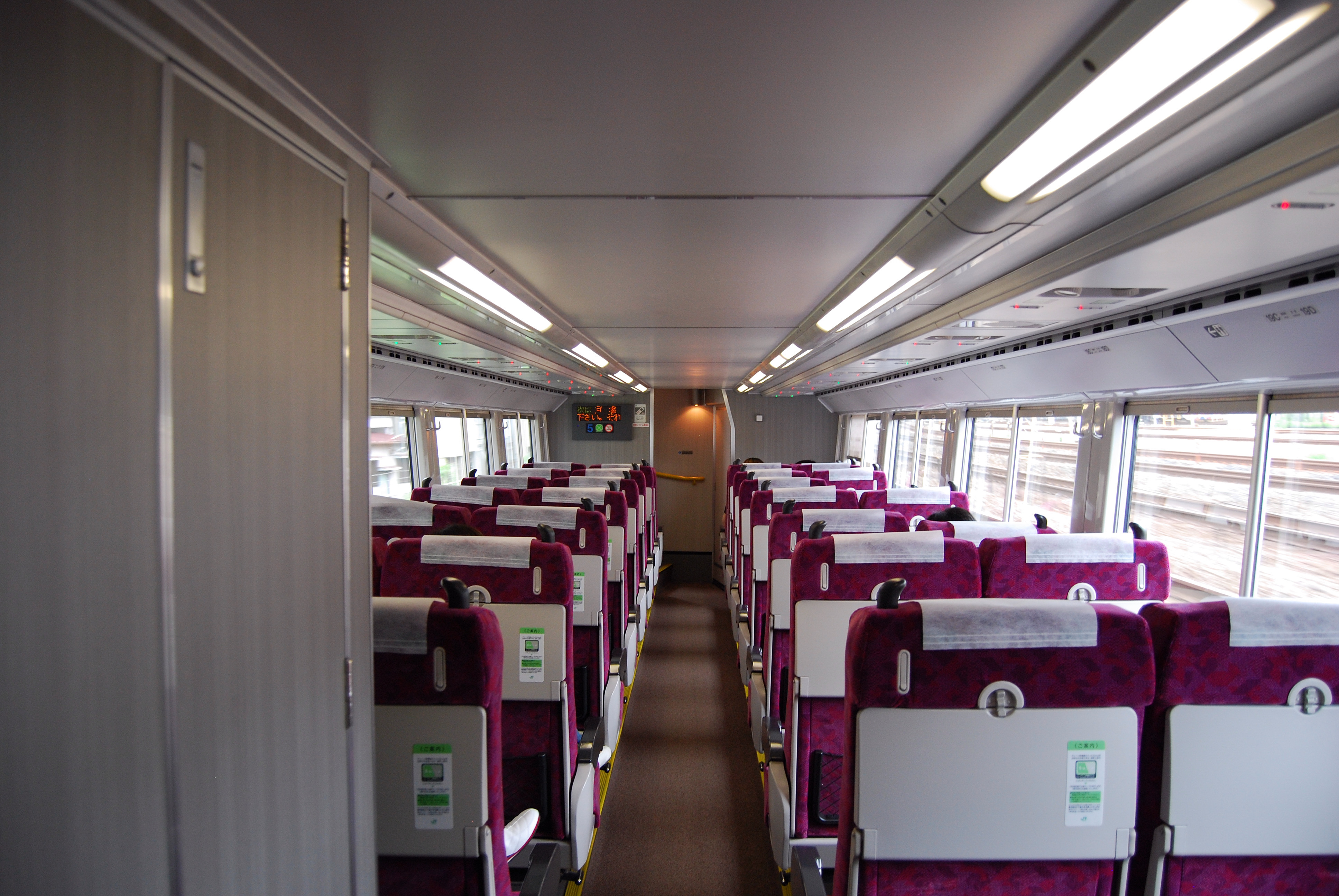
Niższy poziom piętrowego wagonu pierwszej klasy siedzenia 2+2
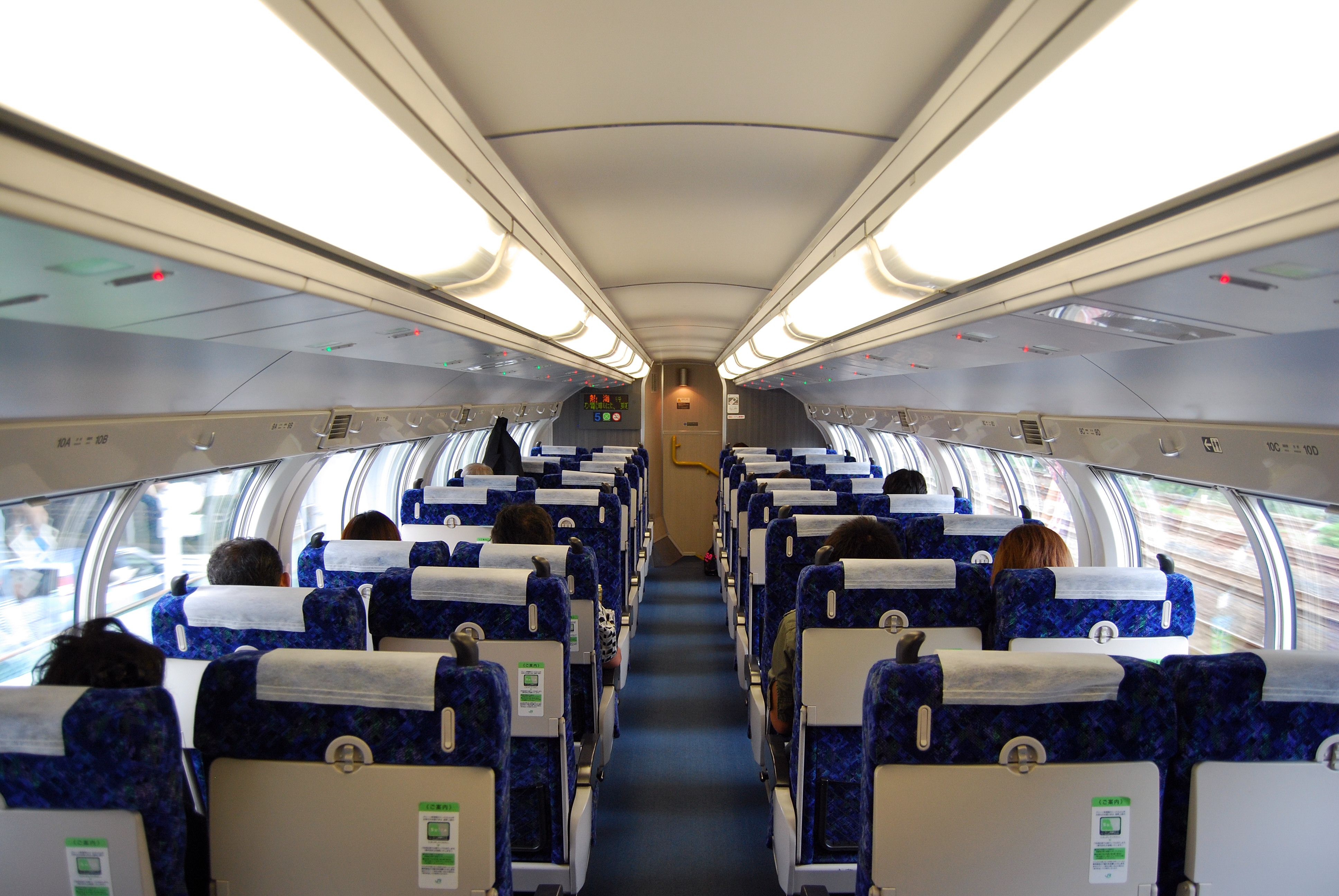
Wyższy poziom piętrowego wagonu pierwszej klasy siedzenia 2+2